# Cinnamomum melastomataceum
Cinnamomum melastomataceum är en lagerväxtart som beskrevs av André Joseph Guillaume Henri Kostermans. Cinnamomum melastomataceum ingår i släktet Cinnamomum och familjen lagerväxter. Inga underarter finns listade i Catalogue of Life.